# Droga wojewódzka nr 460
Droga wojewódzka nr 460 (DW460) – droga wojewódzka o długości 14 km, leżąca na obszarze województwa opolskiego. Trasa ta łączy Kościerzyce ze wsią Kopanie. Droga leży na terenie  powiatu brzeskiego.

## Miejscowości leżące przy trasie DW460
- Kościerzyce
- Brzeg
- Kruszyna
- Zwanowice
- Kopanie